# Mihona Fujii
Mihona Fujii (藤井みほな Fujii Mihona?, born 12 de octubre 1974 en Tokio) es una mangaka japonesa. Todos sus trabajos son de demografía shōjo. Su primera obra se tituló Mujaki na mama de, publicada en el año 1990. Sus trabajos han sido serializados en Ribon y en Margaret, revista en la que publicó su último trabajo titulado Tokyo Angels. Fujii es muy conocida por el manga, GALS!, el cual fue adaptado a una serie de anime con el nombre de Super GALS! Kotobuki Ran.
En España la obra fue publicada íntegramente por Glénat, y el anime por Jonu Media.

## Manga

### Trabajos publicados por Ribon
- START!
- Spicy Girl
- Passion Girls (5 vols)
- Ryuō Mahōjin (3 vols)
- Yuki no Hanabira (Pétalos de nieve)
- Himitsu no Hanazono
- Super Princess
- GALS! (10 vols)

### Trabajos publicados por Margaret
- Tokyo Angels (3 vols)

- Datos: Q1324685